# Discomyza dolichocerus
Discomyza dolichocerus är en tvåvingeart som beskrevs av Cresson 1944. Discomyza dolichocerus ingår i släktet Discomyza och familjen vattenflugor. Inga underarter finns listade i Catalogue of Life.